# 시닝역
시닝 철도역(중국어 간체자: 西宁站, 정체자: 西寧站, 병음: Xīníng Zhàn)은 칭하이성 시닝시를 운행하는 주요 철도역이다. 이 역은 도시와 티베트의 라싸를 연결하는 칭짱 철로의 첫 번째 역이다.

## 역사
이 역은 1959년에 개업했다.
2014년 12월 란저우-신장 고속철도 개통에 맞춰 대규모 확장 공사를 거쳤다.

## 갤러리

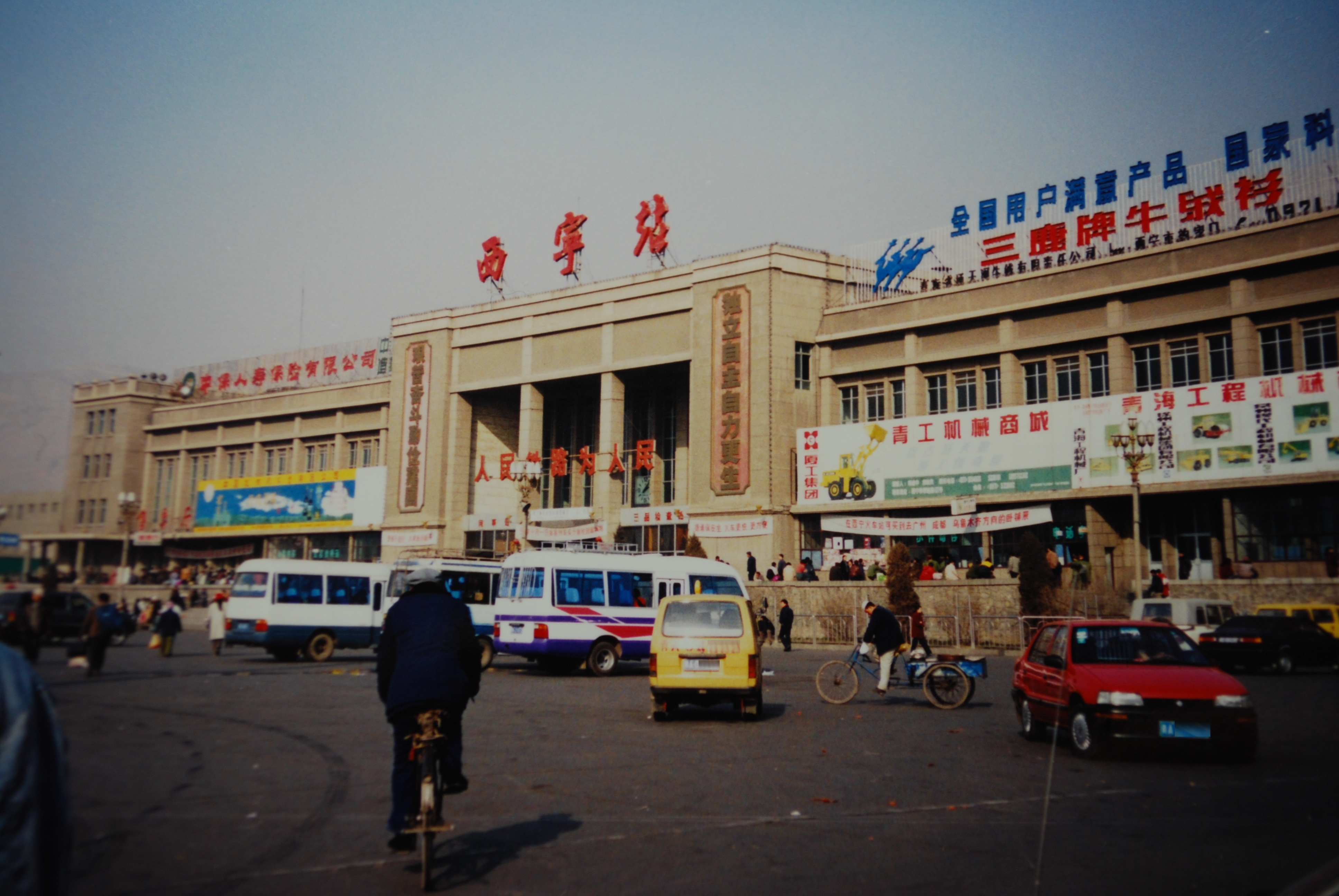
오래된 시닝역 외부
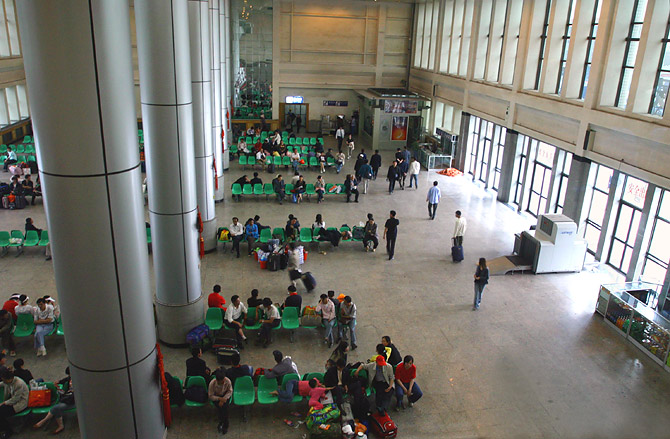
내부 대기 구역
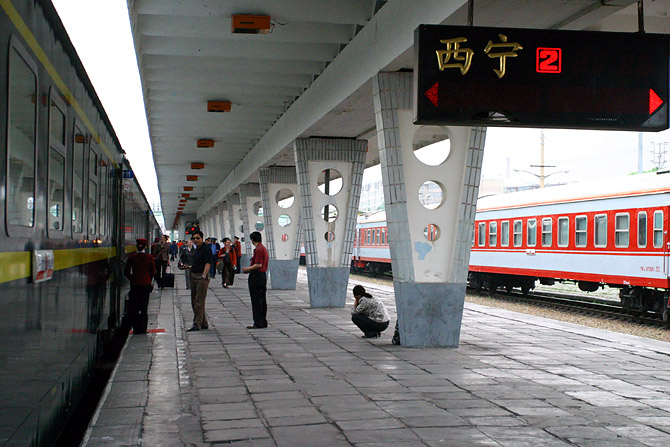
철도 승강장
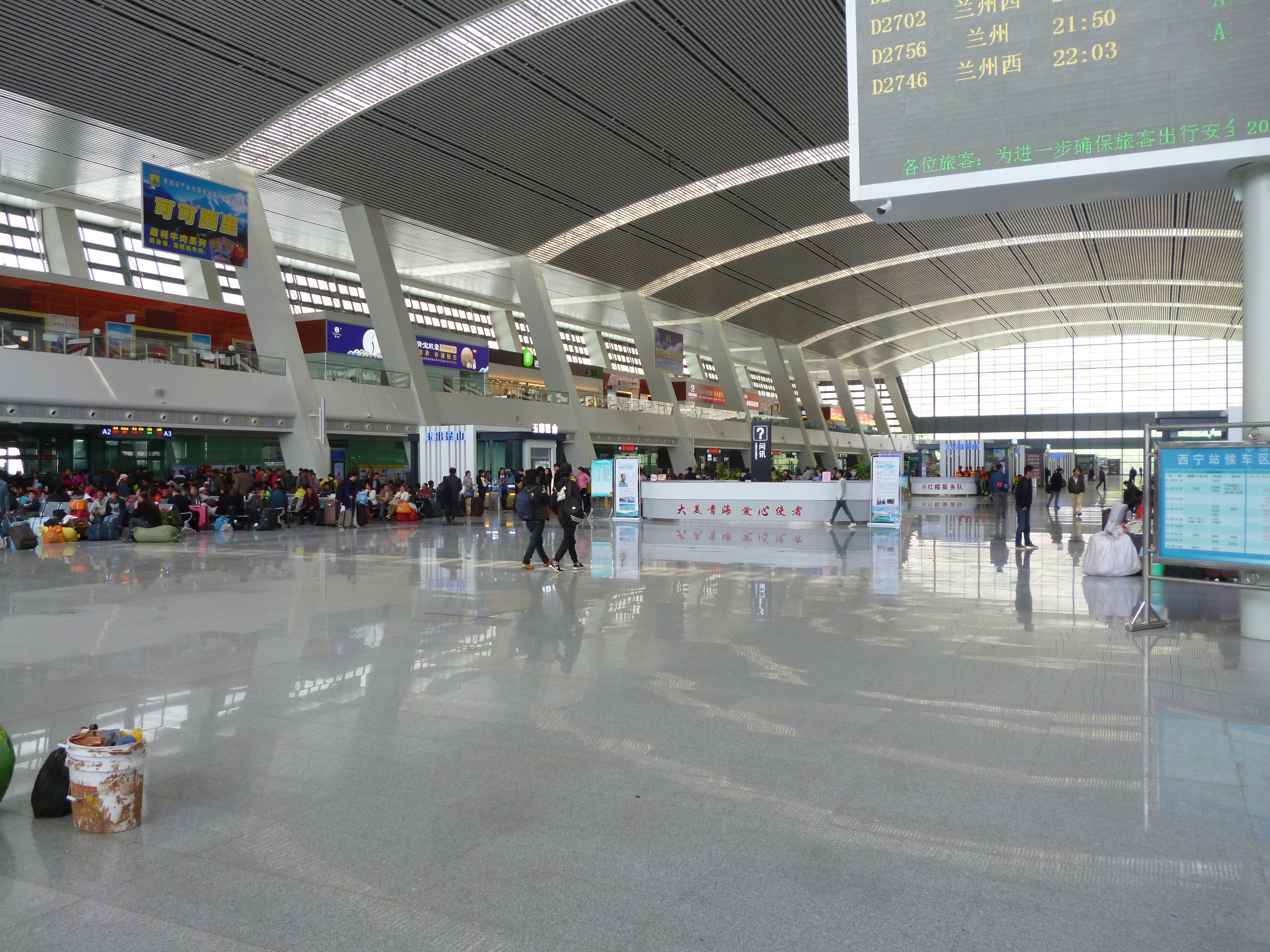
2015년 5월 재건된 시닝 철도역 내부
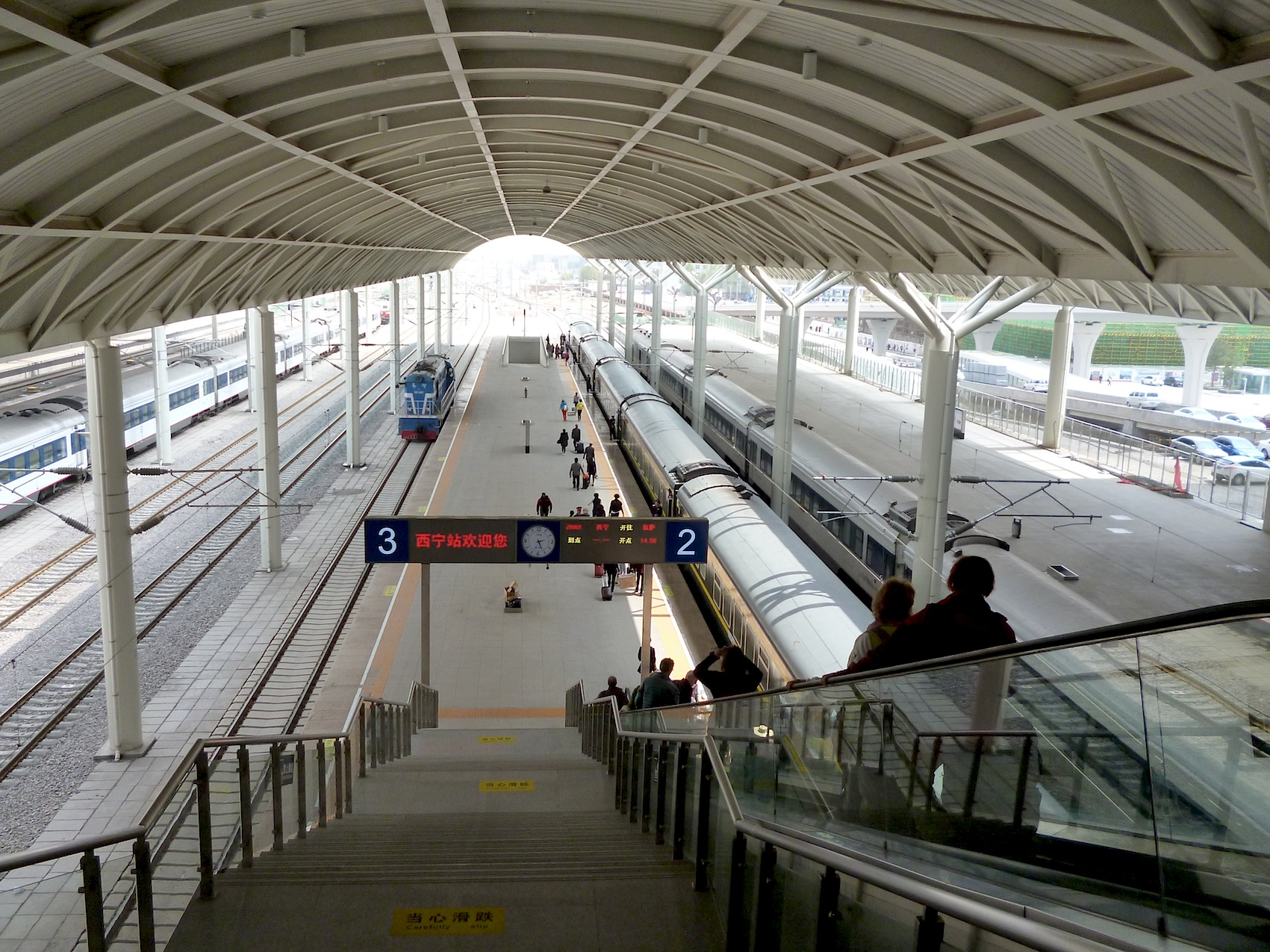
2번과 3번 승강장
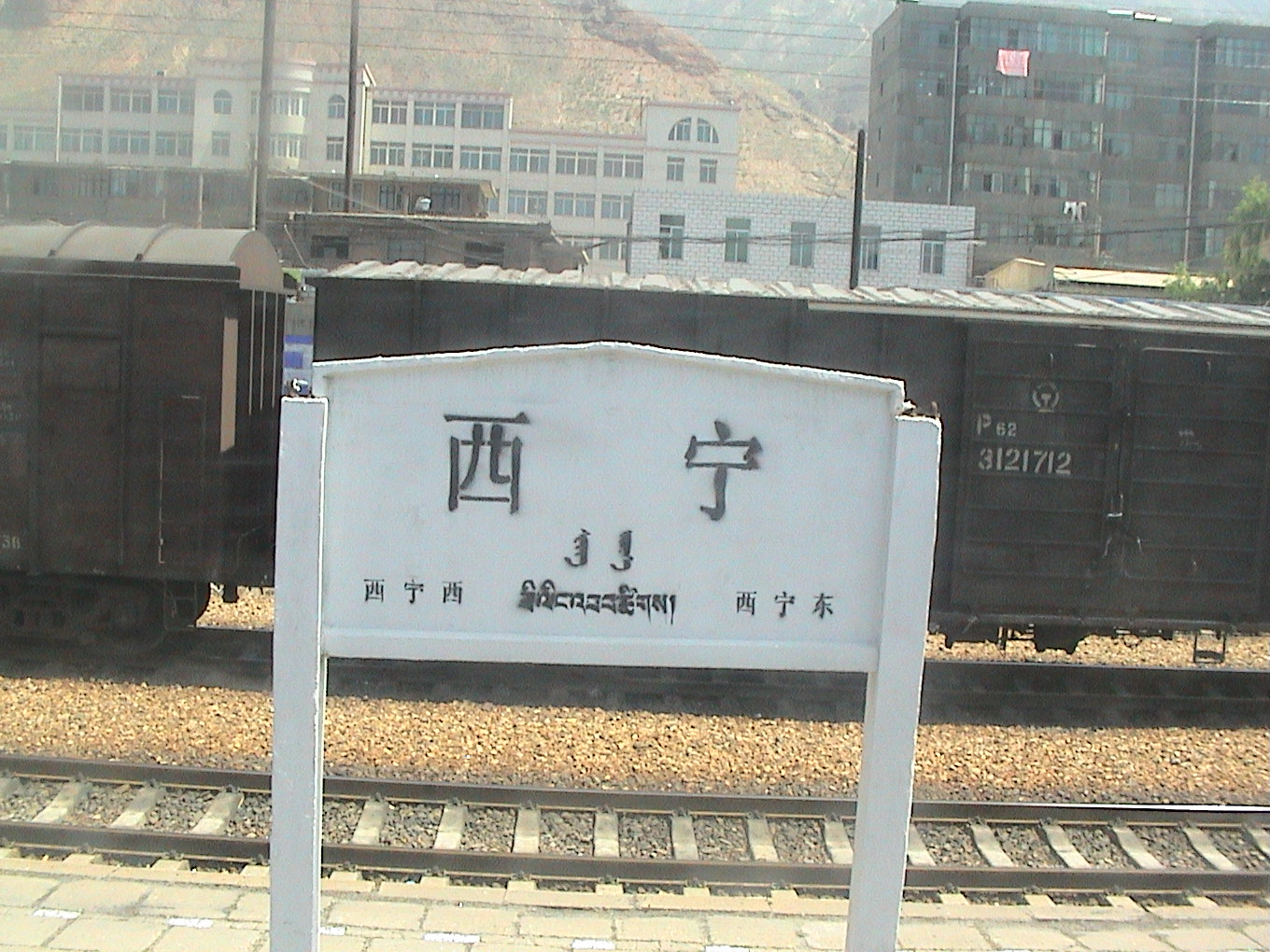
역 표지판
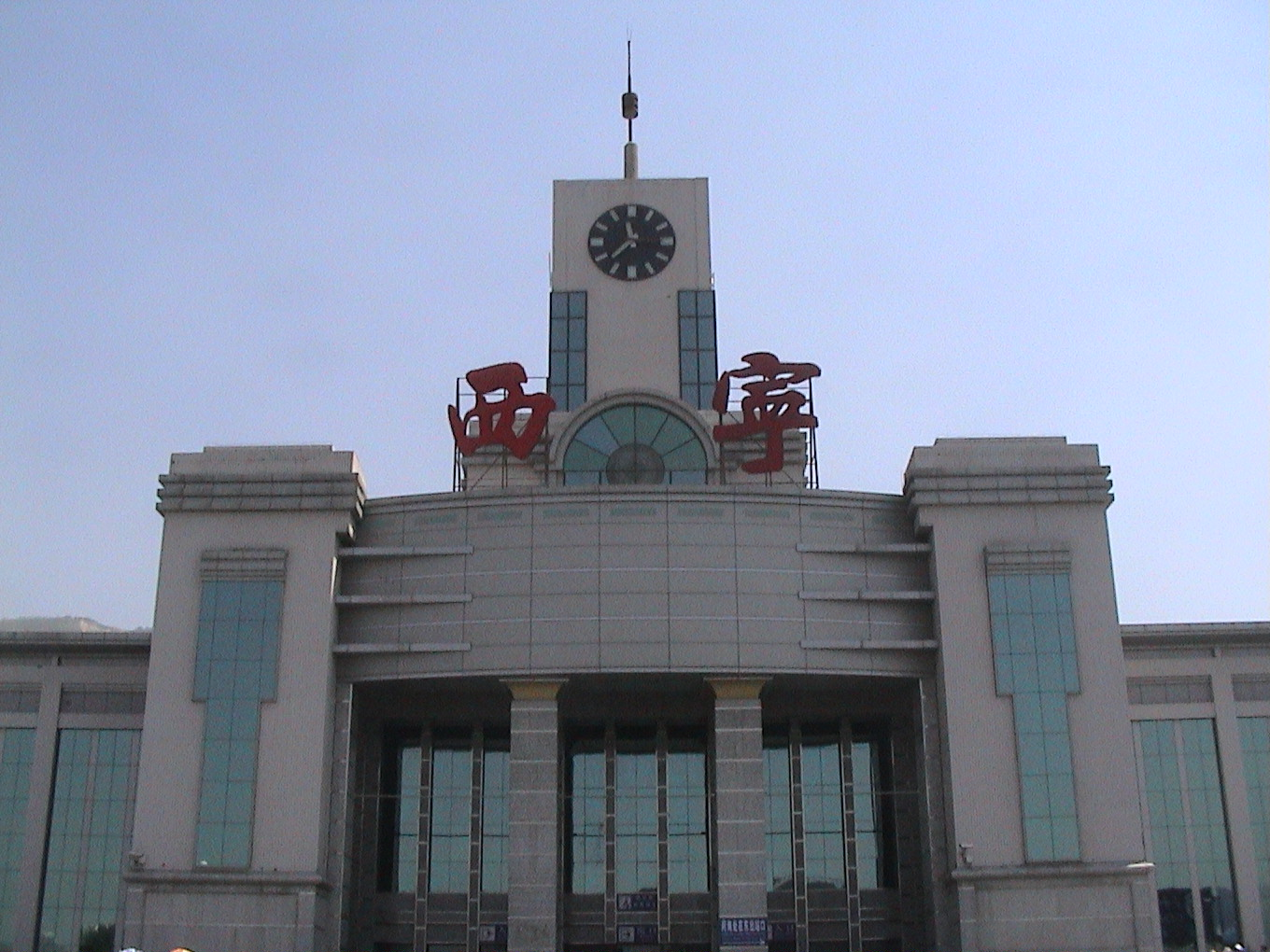
역 건물

## 같이 보기
- 칭짱 철로의 역 목록